# Родителски кооператив
Родителски кооператив е неформално сдружение на родители, имащо за цел алтернативното отглеждане на техните деца в условия и по правила отразяващи ценностната система на съкооператорите.
Основани парадигми на родителските кооперативи са не-насилствената комуникация, здравословното хранене, занимания развиващи креативността на децата, прозрачност и участие на всички родители във вземането на решения, определящи учебната програма.
Практика е да се наеме подходящо помещение и да се осигури учебен персонал. Изхранването на децата е грижа на съкооператорите, като се готви на ротационен принцип или се наема кетъринг фирма.
В родителските кооперативи често липсват играчки. Децата са поощрявани сами да изработват предмети, най — често от рециклирани материали, като използвани хранителни опаковки и ненужни остарели дрехи. Това създава увереност у децата и ги подготвя за бъдеще в което от изключителна важност ще бъде притежанието на умения, помагащи с ограничени ресурси да се постигат максимални резултати. Децата се превръщат в създатели, а не в консуматори.